# Franco Zagari
Franco Zagari (Roma, 16 gennaio 1945 – Roma, 21 giugno 2023) è stato un architetto italiano, che visse e operò a Roma.

## Biografia
Figlio del giornalista e politico Mario Zagari e dell'attrice Elena Da Venezia, studiò alla Facoltà di Architettura di Roma "La Sapienza", dove si laureò nel 1971.
Figura centrale nella cultura del progetto del paesaggio contemporaneo in Italia e all'estero, affiancò l'attività progettuale alla didattica e alla ricerca teorica. 
I suoi temi privilegiati furono lo spazio pubblico urbano e il giardino. 
Le sue opere e i suoi scritti testimoniano un approccio al progetto basato sull'ibridazione tra elementi fisici e immateriali, sulla narratività, sulla interpretazione e anticipazione di comportamenti, sull'interattività.
Fu professore ordinario di "Architettura del paesaggio" presso la Facoltà di Architettura dell'Università "Mediterranea" di Reggio Calabria.
Dal 1998 al 2008 fu Direttore del Dottorato in "Architettura dei parchi e dei giardini e assetto del territorio" delle Università di Reggio Calabria e Napoli Federico II. 
Dal 1996 fino al 2004 fu presidente della Sezione di Roma e del Lazio dell'Inarch.
Nel 1998 ebbe la nomina a Chévalier des Arts et Lettres dal Ministro della Cultura di Francia.
Fra le opere più rappresentative: Giardino Italiano, Expo di Osaka '90, Giappone; Villa Leopardi a Roma, 1992; Piazza Matteotti a Catanzaro, 1992; Centro di accoglienza delle Grotte preistoriche di Niaux, Francia, 1994 (con Massimiliano Fuksas, Jean-Louis Fulcrand, G.Jourdan); Piazza Amedeo di Savoia, Cisterna di Latina, 1997; Piazza Montecitorio, Roma, 1998; Auditorium Parco della Musica, Roma (consulenza per Renzo Piano), 2002; Il sistema delle piazze centrali di Saint-Denis, Parigi, 2005-2007.
Fu autore della mostra "Oltre il giardino. L'architettura del giardino contemporaneo" esposta a Roma, Milano, Trento, Cosenza, Monaco di Baviera, Innsbruck, Graz, Vienna, Londra, Edimburgo, Cordoba e Buenos Aires, San Paolo.
Fu autore di sei documentari per la Rai, Radio Televisione Italiana-DSE dal titolo "L'architettura del giardino contemporaneo" con la regia di Enzo De Amicis (1988).

## Opere principali
- 1990. "Giardino Italiano" per l'EXPO Universale di Osaka, Giappone, divenuto giardino pubblico della Città di Osaka; Honour Prize, 4 Best Prizes, 2 Gold medals, 3 Silver medals. Oltre 20.000.000 di visitatori.[8]
- 1992. "Giardino DNA 92" per il Festival des Jardins di Chaumont sur Loire, Francia per Région Centre e Ministère de la Culture.
- 1992. "Piazza Matteotti", per il Comune di Catanzaro, inaugurata nel 1992[9].
- 1992. "Villa Leopardi a Roma", per il Comune di Roma.
- 1992. "Progetto paesaggistico di dieci stazioni di servizio sul Grande Raccordo Anulare" di Roma per l'ANAS[10].
- 1993. "Le jardin de M. Hulot", opera sperimentale realizzata alla Fiera di Niort 1993. Opera temporanea.
- 1994. "Centre d'accueil delle Grotte preistoriche di Niaux", Pirenei, Francia (con M. Fuksas, J.- L. Fulcrand - G. Jourdan).
- 1996. "Piazza Amedeo di Savoia" (con E. Giammatteo), Cisterna di Latina.
- 1996. "Piazza dell'Institute Universitaire de Technologie", Tremblay en France (Parigi).
- 1997. "Piazza e Parco di via Galati", Parco pubblico di tre ettari sopra due parcheggi interrati. Per la Società Plauto in concessione per il Comune di Roma.
- 1998. "Piazza Montecitorio", Camera dei Deputati e Comune di Roma.
- 1999-2001. "Piazza Marconi", per il Comune di Brisighella (Ra).
- 2000. "Giardino di Villa Lante al Gianicolo", Roma, per l'Accademia di Finlandia in Roma.
- 2000. "Piccolo cosmo in quattro movimenti". Un'installazione di Franco Zagari fotografata da Antonio Perazzi. La Biennale di Venezia. IX Biennale di Architettura, le Gaggiandre.
- 2001. "Complesso monumentale del San Giovanni", Catanzaro, ristrutturazione, restauro e piazza giardino (con G. Cimbolli Spagnesi).
- 2001. "Piazza Aurelio Saffi" (con E. Giammatteo) per il Comune di Cisterna di Latina[11].
- 2002. "Auditorium Parco della Musica", per il Comune di Roma. Consulenza sull'urbanistica e gli spazi esterni per Renzo Piano.
- 2002. "Piazza XIX Marzo" (con E. Giammatteo) per il Comune di Cisterna di Latina (LT).
- 2002. "Isola pedonale di Via Manzoni" Montegrotto Terme (Padova).
- 2002. "Lungomare di Porto Sant'Elpidio" (con D. Rosettani), per il Comune di Porto Sant'Elpidio (AP).
- 2005. "Parco pubblico dell'ex Cimitero di Redona, Bergamo". Progetto esecutivo e Direzione lavori.
- 2004 - 2005. "Piazza Pighini ad Arceto". Per il Comune di Scandiano.Progetto esecutivo e Direzione Lavori[12].
- 2005. "Piazza Jean Jaurès a Saint-Denis, Parigi" (con Jean-Louis Fulcrand e Sudequip), 2005. Progetto esecutivo e Direzione lavori.
- 2005. "Cythera, piazza galleggiante sul lago dell'Eur a Roma", 2005, per Eur e Comune di Roma, opera realizzata nell'ambito di un Piano di riqualificazione dei parchi storici dell'Eur (Abdr, Zagari, Eur spa).
- 2006. "Hashi", 2006 per Eur e Comune di Roma è un ponte in inox, vetro e legno sulla cascata del Lago. L'opera permette di riattivare la continuità della passeggiata che costeggia le rive.
- 2005 - 2007. "Lungomare di Castiglioncello", per il Comune di Rosignano marittimo (Livorno). Primo lotto 2005 Progetto esecutivo e direzione lavori, secondo lotto 2007 progetto esecutivo.
- 2006. "Parco Talenti", per il Comune di Roma, progetto preliminare[13].
- 2006. "Complesso amministrativo di Avlabari" in Tbilisi, per il Governo della Repubblica della Georgia. progetto esecutivo in corso di realizzazione.
- 2014-2015. "Piazza Matteotti", per il Comune di Catanzaro, inaugurata nel 2015[14].

## Scritti principali
- L'architettura del giardino contemporaneo, Mondadori De Luca, Roma 1988[15].
- Bibliotheca Alexandrina, UNESCO Pnud Carte Segrete, Roma Parigi 1990.
- Giardino italiano a Osaka, Over Milano 1990.
- Sull'abitare. Figura Materia Densità, Over, Milano 1991.
- Casa Italia in Japan, Electa, Milano 1993.
- Piazza Montecitorio, Camera dei deputati, Roma 1998.
- Questo è paesaggio. 48 definizioni, Mancosu Editore, Roma 2006[16].
- Giardini. Manuale di progettazione, Mancosu Editore, Roma 2009.
- Franco Zagari sul Paesaggio Lettera aperta, Librìa Editore, Melfi 2013[17].